# Česká sportovní společnost
Česká sportovní společnost (deutsch Tschechische Sportgesellschaft; kurz auch nur Společnost oder ČSS Praha) war ein Sportverein aus Prag und wurde 1909 zur Zeit der österreichisch-ungarischen Monarchie gegründet. Společnost gehörte damals zu den führenden Eishockeyvereinen in Prag und betrieb eine Eisbahn. Neben dem Eishockey- und Bandysport hatte der Verein Abteilungen für Tennis, Rudern, Wintersport und verschiedene mehr. Auf der Schützeninsel befand sich das Klubhaus des Vereins. Zwischen 1922 und 1923 wurde der Verein aufgelöst.

## Bandy und Eishockey
Im März 1909 nahmen Spieler des Vereins am Eishockeyturnier in Berlin, bei dem sie als Spielgemeinschaft mit dem SK Slavia Prag in der Vorrunde ausschieden.
Der Verein nahm 1911 an der böhmischen Meisterschaft und der Eishockeymeisterschaft der böhmischen Kronländer teil. Im Finale beider Meisterschaften verlor die Mannschaft von Společnost gegen den SK Slavia Prag. Ein Jahr später gewann Společnost die böhmische Meisterschaft durch einen 2:0-Sieg über die DEHG Prag im Finale.
Das Eishockeyturnier in Les Avants 1914 fand vom 16. bis 18. Januar 1914 statt. Der Eishockeyverband von Böhmen, der Český svaz Hockeyový, meldete eine Mannschaft, die aus Spielern der Vereine Společnost und Slavia Prag bestehen sollte. Letztlich reisten jedoch ausschließlich Spieler von Společnost in die Schweiz, wo sie den dritten Turnierplatz erreichten. Eine Woche später nahmen die Spieler, diesmal verstärkt durch Slavia-Spieler, an der LIHG-Meisterschaft 1914 teil, wo sie als böhmische Nationalmannschaft den vierten Platz belegten.
In den folgenden Jahren gehörte der Verein weiter zu den prägenden Eishockeyclubs der böhmischen Hauptstadt und belegte 1919 den zweiten Platz der Meisterschaft des tschechoslowakischen Eishockeyverbandes (Mistrovství ČSHS).
Zu den bekanntesten Spielern des Klubs gehörten die Nationalspieler Karel Wälzer, Jan Palouš, Karel Hartmann, Josef Šroubek, Josef Rublič, František Rublič und Jaroslav Řezáč.

## Tennis
Die Tennisabteilung wurde 1912 aus dem österreichischen Lawn-Tennis-Verband ausgeschlossen, nachdem die tschechischen Klubs eigene Spieler für die Olympischen Spiele nominiert hatten.

## Hockey
Die Hockeyabteilung wurde 1913 gegründet und debütierte im Oktober 1913 gegen die DEHG Prag. Die Mannschaft bestand vor allem aus Eishockeyspielern, gespielt wurde nach den englischen Landhockeyregeln.